# The Final Chapter
The Final Chapter (рус. Последняя глава) — пятый полноформатный студийный альбом шведской группы Hypocrisy, выпущенный в 1997 году лейблом Nuclear Blast. Композиция «Evil Invaders» является кавер-версией одноимённой композиции группы Razor.

## Последний альбом
The Final Chapter должен был стать последним в дискографии Hypocrisy, в связи с чем и получил подобное символическое название. Такое решение (выпустить последний альбом), прежде всего, было вызвано повышенной занятостью лидера Hypocrisy Петера Тэгтгрена. Однако впоследствии решение о завершении деятельности группы было пересмотрено, на что также повлияла концертная деятельность, в результате которой группу тепло принимали поклонники, и после выпуска концертного альбома/VHS Hypocrisy Destroys Wacken был выпущен альбом Hypocrisy.

## Запись
Перед записью альбома первоначально писался и досконально обыгрывался имеющийся музыкальный материал, после чего участники группы записывали материал в студии. Альбом был записан в мае 1997 года в собственной студии Тэгтгрена Abyss Studio. Продюсирование звука происходило нестандартным образом.

## Лирика
В лирическом наполнении альбом является концептуальным и посвящён проблеме похищения людей инопланетянами. Кроме того, лирика альбома разделена на три части: первая часть посвящена экспериментам инопланетян над ДНК похищенного парня, вторая — осознанию парнем совершённых над ним действий, в третьей части парень под давлением пришельцев совершает самоубийство. Все тексты песен были сочинены Тэгтгреном.
В отличие от ранних альбомов, изданных на Nuclear Blast Records и на которых отсутствовали тексты песен, на данном официально изданном альбоме в буклете имеется лирика к композиции «The Final Chapter».

## Музыка
На данном альбоме, по словам Тэгтгрена, продолжилось развитие музыкальных идей прошлого альбома Abducted. При этом были использованы более мрачные голоса, чистый вокал и фортепиано. Кроме того, как отмечает Тэгтгрен, музыка данного альбома стала более атмосферной и мелодичной по сравнению с предыдущим.

## Список композиций
| №                   | Название                     | Длительность |
| ------------------- | ---------------------------- | ------------ |
| 1.                  | «Inseminated Adoption»       | 4:32         |
| 2.                  | «A Coming Race»              | 5:06         |
| 3.                  | «Dominion»                   | 3:32         |
| 4.                  | «Inquire Within»             | 5:45         |
| 5.                  | «Last Vanguard»              | 3:23         |
| 6.                  | «Request Denied»             | 4:51         |
| 7.                  | «Through the Window of Time» | 3:29         |
| 8.                  | «Shamateur»                  | 5:16         |
| 9.                  | «Adjusting the Sun»          | 4:42         |
| 10.                 | «Lies»                       | 4:36         |
| 11.                 | «Evil Invaders»              | 3:50         |
| 12.                 | «The Final Chapter»          | 5:22         |
| 13.                 | «Fuck U»                     | 3:46         |
| Общая длительность: | Общая длительность:          | 54:45        |

## Участники записи
- Петер Тэгтгрен − вокал, гитара, клавишные, лирика, микширование, продюсирование
- Микаэль Хэдлунд − бас
- Ларс Соке − ударные, гитара